# عرن مثلث الأوراق
العرن مثلث الأوراق أو بوقراد (باللاتينية: Hypericum triquetrifolium) نوع نباتي ينتمي إلى جنس العرن من الفصيلة العرنية.

## الموئل والانتشار
موطنه بلاد الشام ومصر والمغرب العربي وتركيا وقبرص واليونان وإيطاليا والبلقان.